# Vysoké Pole
Vysoké Pole é uma comuna checa localizada na região de Zlín, distrito de Zlín.